# Laguna Verde (Potosí)

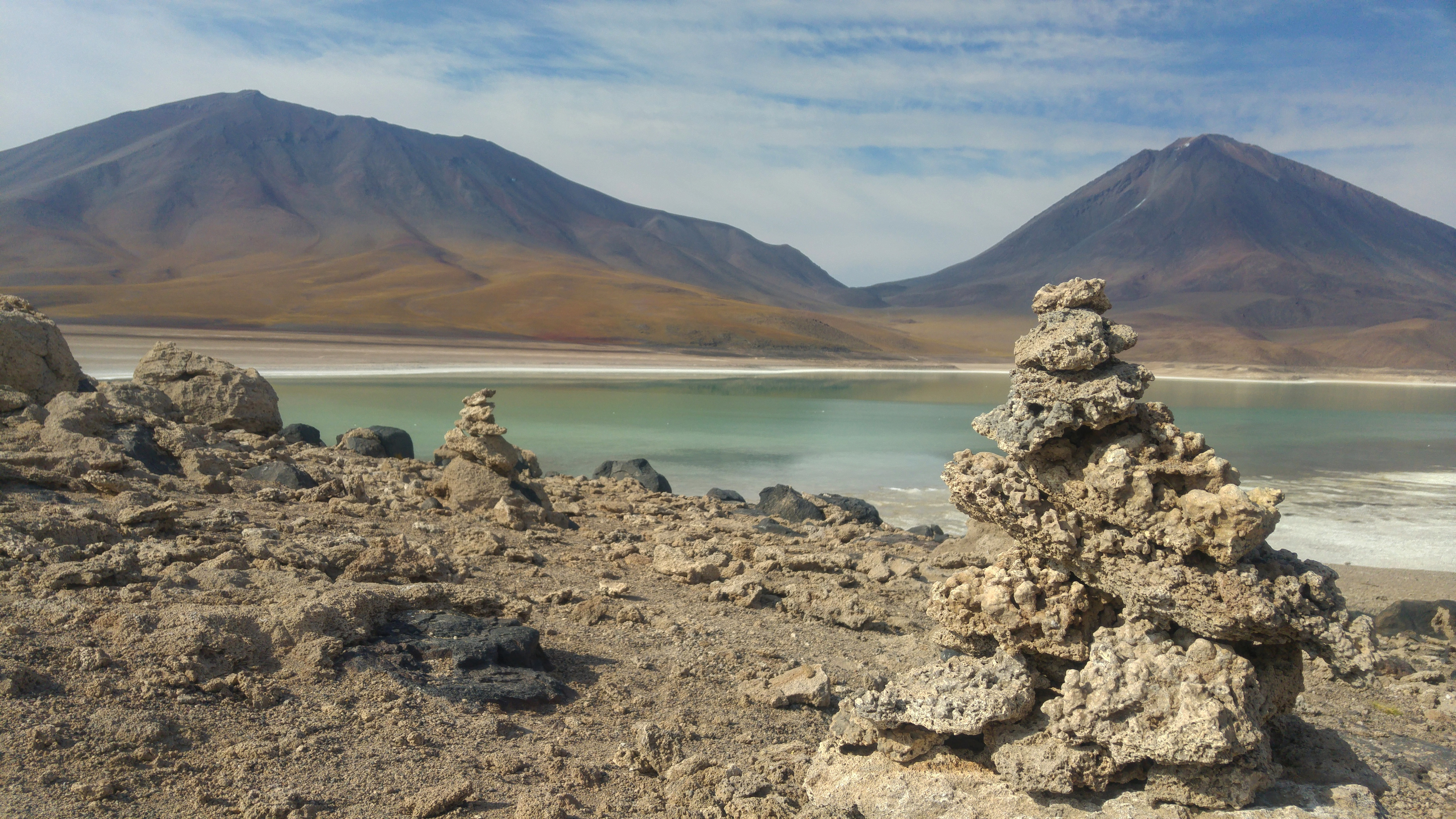
Apu en la orilla de la Laguna Verde.

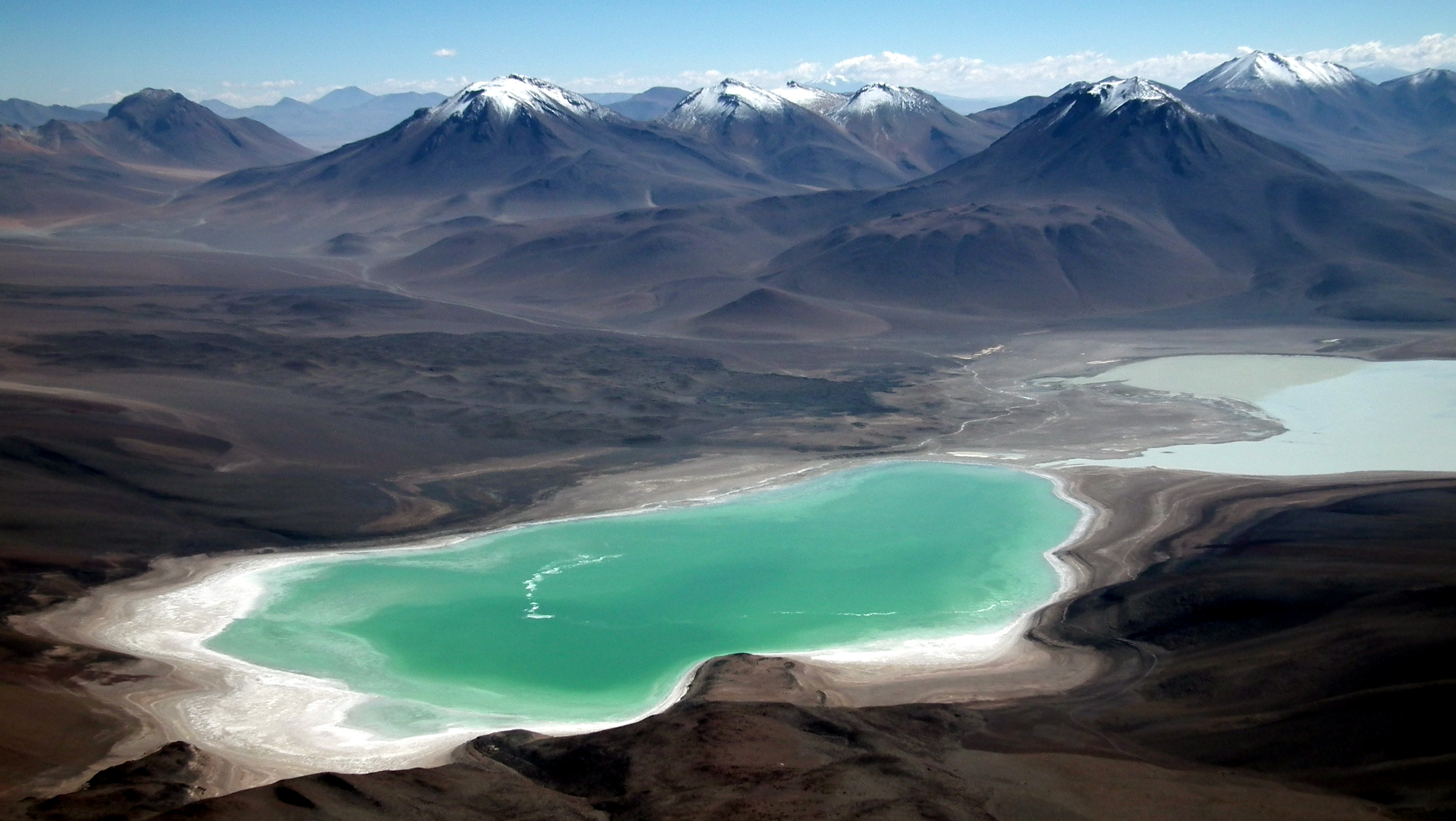
Laguna verde vista desde la cumbre del volcán Licancabur.

La Laguna Verde es una laguna de agua salada altoandina de Bolivia, ubicada en la Reserva Nacional de Fauna Andina Eduardo Abaroa, en el Altiplano. Administrativamente se encuentra en el municipio de San Pablo de Lípez de la provincia de Sud Lípez en el departamento de Potosí, cerca de la frontera con Chile.

## Geografía
La laguna Verde es un lago ubicado a 4.310 metros de altitud. Cubre un área de 7,5 kilómetros cuadrados y tiene una profundidad de 5,4 metros, con un estrecho istmo que lo divide en dos partes. Se encuentra en el extremo suroeste de la Reserva nacional de fauna andina Eduardo Abaroa y de Bolivia misma. El lago presenta una coloración que varía de turquesa a esmeralda oscuro, debido a la suspensión de minerales como arsénico, magnesio, carbonato de calcio y plomo en sus aguas. Estos minerales, junto con la perturbación causada por los vientos en los sedimentos del lago, son responsables de la variedad de tonalidades observadas.
En el paisaje detrás del lago se encuentra el volcán inactivo Licancabur, con una elevación de 5.868 metros y una forma casi cónica perfecta. Las costas oeste y este del lago tienen características diferentes, con las orillas occidentales y meridionales erosionadas en volcanes. El calor geotérmico calienta las aguas que luego emergen en la laguna Blanca a través de manantiales;f de lo contrario, los lagos se alimentan de nevadas. La cuenca del lago tiene un área de aproximadamente 776 km².
En el pasado, el lago estaba al menos 45 metros más alto y era más grande que en la actualidad; durante el último máximo glacial, se fusionó con la vecina laguna Blanca. Antiguos niveles altos han dejado 30 líneas de costa principales y 12 menores. El lago se extendía mucho más al este de su orilla actual. Se alcanzó un nivel máximo de agua hace 13.240 años antes del presente (AP). Hoy en día, los dos lagos están conectados solo por un único canal y sus propiedades son bastante diferentes. La laguna rara vez está cubierta de hielo, con temperaturas del agua que oscilan entre 13 y 20 °C. Las temperaturas del aire varían entre 10 y −30 °C, y la radiación UV es un 40% más alta que al nivel del mar. Las condiciones ambientales se han comparado con las del planeta Marte, y la laguna Verde ha sido citada como un ejemplo de cómo un lago en Marte podría haber evolucionado.
El lago es uno de los destinos turísticos más importantes de Bolivia. En la laguna Verde se encuentran estromatolitos de diversas formas y tamaños, que cubren un área de más de 100 kilómetros cuadrados, aunque hoy en día están inactivos. Se presume que crecieron hace entre 20.000 y 10.000 años. Actualmente, aún se encuentran en la Laguna Verde estructuras más pequeñas y esteras microbianas formados por cianobacterias. En sus orillas se encuentran relaves de minería. La especie bacteriana Chromohalobacter sarecensis fue descubierta en la laguna Verde. A pesar de su conexión, la Laguna Verde y la laguna Blanca tienen características biológicas y químicas claramente diferentes.
Existen evidencias que soportan la presencia de microorganismos extremófilos en el lugar, los cuales se encuentran adaptados a las altas radiaciones solares y presencia de arsénico, elevada salinidad y alcalinidad. Es además un gran destino turístico ya que está a los pies del volcán Licancabur.